# Myosotis capitata
Myosotis capitata är en strävbladig växtart. Myosotis capitata ingår i släktet förgätmigejer, och familjen strävbladiga växter. Utöver nominatformen finns också underarten M. c. albida.